# Fosco Corti
Fosco Corti (Lecchi, 16 settembre 1935 – Roma, 21 giugno 1986) è stato un direttore di coro, compositore e organista italiano.

## Biografia
Nato in una frazione del comune di Gaiole, nel cuore del Chianti, dopo gli studi letterari ad Arezzo si dedica allo studio della teologia, presto interrotto per conseguire il diploma di organo e composizione organistica e intraprendere  la carriera concertistica.
Allievo di Francesco Coradini, durante la metà degli anni cinquanta del XX secolo si dedica allo studio della composizione e della direzione corale con altri importanti musicisti come Alessandro Esposito, Paolo Fragapane e Roberto Lupi.
Nel 1967 fonda ad Arezzo il "Gruppo Polifonico Francesco Coradini" con il quale intraprenderà una brillante carriera di direttore di coro vincendo tutti i più importanti concorsi corali nazionali e internazionali e partecipando alle più prestigiose rassegne musicali.
La sua notevole comunicatività, unita ad una tecnica direttiva impeccabile, permetterà, a Fosco Corti di entrare giovanissimo nell'olimpo dei grandi direttori di coro di livello internazionale partecipando a congressi, convegni, quale membro di giuria e docente a corsi di alto perfezionamento. 
Collabora con Piero Farulli, Giovanni Guazzone e Romano Pezzati, con i quali realizzerà importanti progetti musicali.
Nominato docente al Conservatorio Luigi Cherubini di Firenze, infaticabile costituirà ad Arezzo la Fondazione Guido d'Arezzo, ancor oggi punto di riferimento per la musica corale di tutta Europa con i corsi di Alta formazione in direzione Corale e gli Stage per direttori e coristi. Nel 1978 fonda il gruppo vocale I Solisti del Madrigale Italiano con il quale ottiene ampi riconoscimenti e consensi di pubblico e di critica; nello stesso periodo fonda a Pisa, presso la Scuola Normale, il Coro Vincenzo Galilei.
Storiche le incisioni alla Guida del Gruppo Polifonico F. Coradini, tra cui la Passione Secondo Giovanni di Francesco Corteccia (1527), con voce recitante di Arnoldo Foà (incisione che otterrà il premio della critica discografica del 1976), e i Canti Gregoriani per la festa della Madonna, ambedue per la Archiv Produktion.
Nel 1986 viene chiamato a Roma per dirigere il Coro da Camera della RAI. Morirà proprio a Roma durante una sessione di  prove del Magnificat di Claudio Monteverdi.
Alla figura di Fosco Corti la Feniarco ha recentemente dedicato una pubblicazione dal titolo “Il respiro è già canto”.